# Gábor Mayer
Gábor Mayer (ur. 17 lipca 1974) – węgierski kierowca rajdowy.
W 2007 roku zadebiutował w Rajdowych Mistrzostwach Świata - w Rajdzie Wielkiej Brytanii, gdzie był 33 w klasyfikacji generalnej i 18 w grupie N. W roku 2008 ścigał się w Rajdzie Argentyny (20 pozycja, 10 w klasyfikacji PWRC). W roku 2009 ścigał się regularnie w Rajdowych Mistrzostwach Świata, zdobywając 5 punktów w klasyfikacji PWRC, przez co zajął 19. miejsce w tej klasyfikacji.

## Występy w mistrzostwach świata
| Sezon | Zespół                     | Samochód           | 1        | 2        | 3        | 4      | 5          | 6         | 7      | 8      | 9         | 10        | 11            | 12        | 13      | 14      | 15              | 16 | Punkty | Miejsce |
| ----- | -------------------------- | ------------------ | -------- | -------- | -------- | ------ | ---------- | --------- | ------ | ------ | --------- | --------- | ------------- | --------- | ------- | ------- | --------------- | -- | ------ | ------- |
| 2007  | Gábor Mayer                | Subaru Impreza STi | Monako   | Szwecja  | Norwegia | Meksyk | Portugalia | Argentyna | Włochy | Grecja | Finlandia | Niemcy    | Nowa Zelandia | Hiszpania | Francja | Japonia | Irlandia        | 33 | 0      | -       |
| 2008  | Gaboko Autósport Egyesület | Subaru Impreza STi | Monako   | Szwecja  | Meksyk   | 20     | Jordania   | Włochy    | Grecja | Turcja | Finlandia | Niemcy    | Nowa Zelandia | Hiszpania | Francja | Japonia | Wielka Brytania |    | 0      | -       |
| 2009  | Gaboko Autósport Egyesület | Subaru Impreza STi | Irlandia | Norwegia | 21       | NU     | 26         | NU        | Grecja | Polska | Finlandia | Australia | Hiszpania     | 26        |         |         |                 |    | 0      | -       |